# Consilium principis
Pour les articles homonymes, voir Consilium.
Le consilium principis (en français Conseil du Princeps) était un conseil créé par le premier empereur romain, Auguste, dans les dernières années de son règne afin d’exercer un contrôle sur la législation face au Sénat. Il avait une grande importance au sein du gouvernement impérial romain jusqu’à l’époque de l’empereur Dioclétien (284-305).
Il a dans un premier temps été consulté pour les questions d'ordre privé pour ensuite gérer également les questions d'ordre public. Il est amené à avoir une  grande influence sur l'interprétation et l'application de la loi et sur l'administration de l'Etat. C'est ainsi qu'il a diminué l'influence du Sénat sur les questions de direction des affaires publiques à Rome.
Le titre latin princeps signifie « le premier », et désigne donc l’empereur, le premier citoyen de Rome. Le nom commun « prince » en est dérivé. L'empereur avait des conseillers, au même titre que  tous magistrats, ils étaient nommés les consiliarii Augusti. Le prince titrait lui-même ces membres du conseil parmi les chevaliers, les sénateurs et notamment parmi les juristes.

## Histoire
Au cours de son règne, Auguste prit le contrôle de la législation des mains du Sénat pour le placer sous ses auspices. Toutefois, la création de ce nouveau corps ne faisait que reléguer le Sénat au second palier, le consilium principis n’ayant que le contrôle des projets de loi qui lui étaient présentés. Par conséquent du Sénat républicain, l’organe administratif le plus important de la République, ne restaient que le nom et le prestige. Si, dans la pratique, le Sénat se développait de plus en plus comme corps législatif, ses actions et ses initiatives étaient principalement dictées par l’empereur et son conseil. Tandis que la fonction sénatoriale augmentait en prestige avec la réduction de ses effectifs, à trois reprises, en -28, -18 et -11 de même qu’avec l’imposition de ses membres à environ 1 million de sesterces par sénateur, ce qui restreignait la fonction aux classes aisées, Auguste occupait de plus en plus le premier rôle dans l’État romain. 
Le consilium principis était composé de l’empereur, des deux consuls et de 15 autres sénateurs, ces derniers siégeant par semestres. Malgré tout, Auguste détenant l’auctoritas en raison de son titre de princeps, le conseil tomba rapidement sous sa coupe. L’historien britannique Scullard affirme que «d’une importante façon, il (Auguste) a rendu le Sénat plus efficace et à la fois plus conforme à ses propres volontés en établissant un comité sénatorial permanent.»
C’est lorsqu’à 76 ans, en raison de son âge avancé, Auguste n’est plus apte à diriger le Sénat, qu’il nécessite l’aide de conseillers, choisis parmi ses partisans et sa famille, pour participer au contrôle de la législation. 
Le consilium principis acquit un pouvoir grandissant tout au long de l’Empire romain et, au IIIe siècle de notre ère, était l’élément principal de l’administration. Il devint, sous le règne de Dioclétien, le consistorium principis et fut reconnu comme un département indépendant du gouvernement impérial.

## Sources
- (en) Cet article est partiellement ou en totalité issu de l’article de Wikipédia en anglais intitulé « Consilium principis » (voir la liste des auteurs).